# Монте-да-Педра
Монте-да-Педра (порт. Monte da Pedra)  —  район (фрегезия) в Португалии,  входит в округ Порталегре. Является составной частью муниципалитета  Крату. По старому административному делению входил в провинцию Алту-Алентежу. Входит в экономико-статистический  субрегион Алту-Алентежу, который входит в Алентежу. Население составляет 327 человек на 2001 год. Занимает площадь 60,07 км².
Покровителем района считается Дева Мария (порт. Nossa Senhora da Conceição). 